# Ситдикова, Адия Хабибулловна
 Адия Хабибулловна Ситдикова  (12.12.1913—29.05.2000) — народный художник Башкирской АССР (1983), лауреат Государственной премии РБ им. Салавата Юлаева (1993).

## Биография
Адия Хабибулловна Ситдикова родилась в 12.12.1913 г. в деревне Мордва, Агрызского района Татарской АССР. В семье было пятеро детей. Отец был постоянно занят крестьянским трудом, чтобы прокормить семью. Адия в 16 лет уезжает из деревни. Живёт в Средней Азии, Подмосковье.
В 1934 году попадает в Уфу. Недолгое замужество и она остаётся в городе одна с маленьким сыном на руках. В 50-х годах работала подсобной работницей при художественных мастерских. Руководитель мастерских народный художник РСФСР Рашид Мухаметбареевич Нурмухаметов приучил её заниматься живописью в мастерских и привил ей любовь к живописи.
В 1958 году впервые участвовала в республиканской художественной выставке. Через два года в Союзе художников прошла первая персональная выставка работ Адии Хабибулловны.
Ситдикову называют башкирским Сезанном. Сама она любила писать произведения на темы праздников, семейных торжеств. Таковы её полотна «Натюрморт с башкирскими полотенцами в день сабантуя» (1969), «Праздничный стол» (1974), «В доме гости» (1980). Излюбленной темой Ситдиковой является — башкирский мёд. Она находит разнообразные её решения — «Сотовый мёд»(1971), «Чак-чак. Урожайный год» (1988), «У пчеловода» (1988). Этапной в её творчестве по степени значимости содержания, живописного и композиционного мастерства стала работа «Башкирским хлеборобам» (1974). В 1960—1970-е годы много работала в технике пастели.
Жила в г. Уфе. Член Союза художников с 1964 г. Заслуженный художник Башкирской АССР (1973).
Ситдикова — народный художник Башкирской АССР (1983), лауреат Государственной премии имени Салавата Юлаева (1993).
Местонахождение произведений в собраниях музеев и картинных галерей: Башкирский Государственный художественный музей им. М. В. Нестерова (Уфа), Государственная Третьяковская галерея (Москва), музеи СНГ.

## Выставки
- Республиканские, Уфа, с 1959 все, кроме молодёжных.
- Зональные выставки «Урал социалистический»: Свердловск, 1964; Пермь, 1967; Челябинск, 1969; Уфа, 1974.
- Декадная выставка произведений художников БАССР, Москва, Ленинград, 1969.
- Выставка произведений художников автономных республик РСФСР, Москва, 1971.
- Выставка произведений художников БАССР, посвященная 100-летию со дня рождения В. И Ленина, Ульяновск, 1970.
- Выставка произведений художников 3-х зон, Москва, 1971.
- Всероссийская художественная выставка «Советская Россия», Москва, 1967.
- Всероссийская художественная выставка «Советская Россия», Москва, 1969.
- Всероссийская художественная выставка «Советская Россия», Москва, 1972.
- Всероссийская художественная выставка «По родной стране», Москва, 1974.
- Всероссийская художественная выставка «Советская Россия-5», Москва, 1975.
- Всероссийская художественная выставка, Москва, 1977.
- Всесоюзная художественная выставка, Москва, 1972.
- Всесоюзная художественная выставка «По Ленинскому пути», посвящённая 60-летию Великого Октября, Москва, 1977.
- Выставка произведений художников БАССР в ГДР, г. Галле, 1975.
- Международные выставки «Советская живопись»: ФРГ, 1972. Англия, 1973. Швеция, 1974. Япония, Токио, Саппоро, 1976. Венесуэла, 1977.

## Основные работы
- Рыбы (картон, масло) 1962
- Грибы (картон, масло) 1960
- Башкирский мед (холст, масло) 1963
- Кумыс (холст, масло) 1963
- Башкирский натюрморт (холст, масло) 1963
- Натюрморт с хлебом (холст, масло) 1963
- В башкирской избе 1963
- Хлеб геологам (холст, масло) 1964
- Башкирский мед 1964
- Обед трактористов (холст, масло) 1967
- Башкирский кумыс (холст, масло) 1967
- Накануне золотой свадьбы (холст, масло) 1969
- У бабушки (пастель) 1969
- В землянке (холст, масло) 1967
- Памяти отца (холст, масло) 1969
- Воскресный завтрак (холст, масло) 1970
- Голубые полотенца (холст, масло) 1970
- Башкирский интерьер (холст, масло) 1973
- Натюрморт с красным чайником (холст, масло) 1971
- Полдень (пастель) 1974
- Август (пастель) 1974
- Хозяйка убралась (пастель) 1974
- Белые маки (холст, масло) 1975
- День Победы (холст, масло) 1975.

#### Серия «В башкирской избе» (1972)
- Чак-чак (холст, масло)
- Курай (холст, масло)
- Безмятежный сон (холст, масло)

#### Серия «В башкирском ауле» (1972—1974)
- Башкирский мед, болгарские лимоны (холст, масло)
- Дары земли (холст, масло)
- Башкирским хлеборобам (холст, масло)
- К праздничному столу (холст, масло)
- К чаю (холст, масло)
- Сотовый мед (холст, масло)
- Оружие батыра (холст, масло)

## Награды
Диплом Совета Министров РСФСР за успешное участие на III Всероссийской выставке «Советская Россия», посвящённой 50-летию Великого Октября, 1967, Государственная премия Республики Башкортостан им. Салавата Юлаева (1993).

#### Каталоги выставок
- Махмутов, Наиль. Любимые художники Башкирии. Книга 1. — Уфа: Лето, 2018. — 288 с. — ISBN 978-5-87308-038-0.